# Đại nhảy vọt
Đại nhảy vọt (Giản thể:大跃进, Phồn thể:大躍進, bính âm:Dàyuèjìn, Hán Việt: Đại dược tiến) là tên thường gọi trong sách báo tiếng Việt cho kế hoạch xã hội và kinh tế của Cộng hòa Nhân dân Trung Hoa được thực hiện từ năm 1958 đến năm 1962 nhằm mục tiêu sử dụng dân số khổng lồ của Trung Quốc để chuyển tiếp nhanh chóng Trung Quốc đại lục từ một nền kinh tế chủ yếu là nông nghiệp lạc hậu, dựa vào nông dân là chính sang một xã hội công nghiệp hoá, hiện đại hóa đất nước. Mao Trạch Đông đặt điểm tựa của chương trình vào Lý luận sức sản xuất. Đại nhảy vọt ngày nay được đa số mọi người, cả trong và ngoài Trung Quốc, xem như là một chính sách kinh tế thất bại nặng nề. Sự thất bại của kế hoạch này làm đình trệ sản xuất nông nghiệp, kết hợp với những thiên tai (lũ lụt, hạn hán, nạn châu chấu...) đã gây ra nạn đói, khiến 13-20 triệu người chết đói và mất tích, đồng thời góp phần làm cho nền kinh tế non trẻ của Trung Quốc bị chững lại suốt hàng chục năm sau đó.
Trong các kỳ đại hội đảng được tổ chức vào tháng 3 năm 1960 và tháng 5 năm 1962, những thất bại của cuộc Đại nhảy vọt được Đảng Cộng sản Trung Quốc đem ra bàn luận kỹ lưỡng, kết quả là Mao Trạch Đông đã bị chỉ trích trước đại hội vì ông ta đã không đề ra những chính sách hợp lý. Những nhân vật bất đồng chính kiến với Mao như Lưu Thiếu Kỳ và Đặng Tiểu Bình nhờ vậy giành được nhiều sự ủng hộ và họ đã nắm lấy cơ hội để giành quyền lực, còn uy tín của Mao thì bị ảnh hưởng nặng nề, dẫn tới việc ông ta khởi xướng cuộc cách mạng văn hóa năm 1966 để tái củng cố quyền lực trong Đảng.

## Bối cảnh lịch sử
Vào tháng 10 năm 1949, sau cuộc rút lui của Quốc Dân Đảng ra đảo Đài Loan, Đảng Cộng sản Trung Quốc tuyên bố thành lập Cộng hòa Nhân dân Trung Hoa và tiếp nhận quyền lực quốc gia. Một trong những chính sách đầu tiên và quan trọng nhất là cải cách ruộng đất trong đó đất của địa chủ và những người nông dân giàu có hơn bị ép buộc phân phát lại cho nông dân nghèo hơn. Trong hàng ngũ Đảng, có một cuộc tranh luận lớn về việc cải cách ruộng đất nên phải thực hiện như thế nào và với mức độ nào. Phe ôn hòa gồm có thành viên Bộ chính trị Đảng Cộng sản Trung Quốc Lưu Thiếu Kỳ cho rằng sự thay đổi nên diễn ra từng bước một và rằng bất cứ một sự tập thể hóa nông dân nào cũng nên chờ đợi cho đến khi đã thực hiện xong công nghiệp hóa để có thể cung ứng máy móc nông nghiệp cần thiết cho cơ giới hóa nông nghiệp. Một phe cấp tiến do Mao Trạch Đông lãnh đạo cho rằng cách tốt nhất để tài trợ cho công nghiệp hóa là để Chính phủ nắm giữ nông nghiệp, bằng cách đó sẽ thiết lập độc quyền đối với việc phân phát và cung cấp lúa gạo. Điều này sẽ cho phép chính phủ mua ở giá thấp và bán ở giá cao hơn, từ đó tích lũy vốn cần thiết cho công nghiệp hóa đất nước. Khi nhận ra rằng chính sách này không được quần chúng nông dân ưa chuộng, có người đề nghị là nông dân nên bị ép buộc nằm dưới quyền kiểm soát của chính phủ bằng việc thiết lập các nông trường tập thể, nơi sẽ có ích cho việc chia sẻ dụng cụ và súc vật lao động. Chính sách này dần dần được hối thúc tiến hành giữa năm 1949 và 1958, đầu tiên là thành lập các "đội trợ giúp hỗ tương" (mutual aid teams) gồm từ 5 -15 hộ gia đình, sau đó vào năm 1953 là "hợp tác xã nông nghiệp cơ bản" (elementary agricultural cooperatives) gồm từ 20 - 40 hộ gia đình, rồi từ năm 1956 là các "đại hợp tác xã" (higher co-operatives) gồm từ 100-300 gia đình. Những cải cách này (ngày nay đôi khi được nhắc đến như là "Tiểu nhảy vọt") thường thì không được người nông dân ưa chuộng và thường được áp đặt bằng cách mời nông dân đến các buổi họp và giữ họ ở đó nhiều ngày và đôi khi nhiều tuần cho đến khi họ "tự nguyện" đồng ý gia nhập tập thể hóa.
Ngoài những thay đổi kinh tế, Đảng đã tiến hành nhiều thay đổi xã hội lớn ở nông thôn bao gồm dẹp bỏ tất cả các cơ sở thuộc về tôn giáo và huyền bí cũng như những lễ nghi và thay thế tất cả bằng các buổi tuyên truyền và hội họp chính trị. Nhiều cố gắng đã được thực hiện để nâng cao giáo dục nông thôn và vị thế của phụ nữ (cho phép phụ nữ quyền xin li dị nếu họ muốn) và chấm dứt phong tục bó chân, tảo hôn và nghiện thuốc phiện. Thẻ thông hành đi lại trong nước được giới thiệu năm 1956 với mục đích cấm di chuyển xa mà không có giấy phép thích hợp. Ưu tiên cao nhất là dành cho giai cấp vô sản thành thị vì họ là đối tượng mà phúc lợi quốc gia được tạo ra.
Giai đoạn đầu của tập thể hóa không là một thành công lớn lao và có nạn đói lan rộng năm 1956, mặc dù cỗ máy tuyên truyền của Đảng luôn tiếp tục thông báo có những vụ mùa tăng năng suất cao. Những người ôn hòa trong Đảng, gồm có Chu Ân Lai, kêu gọi bãi bỏ tập thể hóa. Lập trường của phe ôn hòa được củng cố bởi bài diễn văn bí mật năm 1956 của Nikita Khrushchev đọc tại Đại hội Đảng lần thứ 20, trong đó chỉ trích những sai lầm của Joseph Stalin và chỉ rõ sự thất bại của các chính sách nông nghiệp của ông ta bao gồm tập thể hóa tại Liên Xô.
Vào năm 1957, để giảm bớt căng thẳng trong hàng ngũ Đảng, Mao đã khuyến khích tự do ngôn luận và phê bình qua Chiến dịch trăm hoa đua nở. Nhiều người tin rằng đây là một mưu đồ khiến những người chỉ trích chế độ, chủ yếu là các nhà trí thức, nhưng cũng có một số thành viên của đảng bất mãn với các chính sách nông nghiệp, tự lộ diện. Một số cho là Mao đơn giản quay sang phe cứng rắn ngay sau khi các chính sách của ông bị phản đối mạnh mẽ, nhưng lời tuyên bố được đưa ra như thế so với lịch sử các cuộc tấn công tàn nhẫn và bất chấp mọi thứ của ông đối với những người chỉ trích và đối thủ của ông cộng thêm tính nổi cáu nổi tiếng thì điều này dường như không thể nào. Khi ông ra tay, có đến ít nhất nửa triệu người bị bắt giam dưới Chiến dịch chống phe hữu do Đặng Tiểu Bình tổ chức, khiến bất cứ sự chống đối nào từ trong Đảng phải im lặng.
Vào năm 1957, vào lúc hoàn thành kế hoạch kinh tế năm năm lần thứ nhất, Mao Trạch Đông bắt đầu nghi ngờ về con đường tiến lên Chủ nghĩa Xã hội mà Liên Xô đã đi liệu có thích hợp cho Trung Quốc hay không. Mao phê phán Khrushchev về việc lật ngược các chính sách của Chủ nghĩa Stalin, bị báo động bởi các cuộc nổi dậy xảy ra tại Đông Đức, Ba Lan và Hungary, và nhận thức rằng Liên Xô đang tìm kiếm "chung sống hòa bình" với các thế lực phương Tây. Mao trở nên thêm tin rằng Trung Quốc phải tự chọn con đường riêng của mình để tiến lên Chủ nghĩa Cộng sản.

Bích chương tuyên truyền mục tiêu sản xuất thép. Lời văn nói: "Dĩ cương vi cương, toàn diện dược tiến" (Lấy thép làm mấu chốt, vượt lên trong mọi mặt).

Đại nhảy vọt là tên đặt cho Kế hoạch Năm năm lần thứ hai dự trù kéo dài từ 1958-1963. Mao tiết lộ Đại nhảy vọt tại một cuộc họp vào tháng 1 năm 1958 tại Nam Kinh. Ý tưởng trung tâm đằng sau Đại nhảy vọt là sự phát triển nhanh của nền công nghiệp và nông nghiệp Trung Quốc nên được diễn ra song song. Họ hy vọng thực hiện công nghiệp hóa bằng cách lợi dụng nguồn cung ứng lao động giá rẻ khổng lồ và tránh phải nhập cảng các thiết bị, máy móc nặng. Để đạt được điều này, Mao chủ trương một vòng tập thể hóa sâu rộng hơn dựa theo mô hình "Thời kỳ thứ 3" của Liên Xô là cần thiết trong nông thôn Trung Quốc nơi các hợp tác xã hiện hữu sẽ được nhập vào thành các Công xã nhân dân (People's communes) khổng lồ. Một công xã thí điểm được thiết lập tại Chayashan trong tỉnh Hà Nam tháng 4 năm 1958. Tại đây, lần đầu tiên, đất tư hữu bị xóa bỏ hoàn toàn và các nhà bếp công xã được giới thiệu. Tại các cuộc họp của Bộ chính trị vào tháng 8 năm 1958, quyết định được đưa ra là những công xã nhân dân này sẽ trở thành hình thức tổ chức chính trị và kinh tế mới khắp các vùng nông thôn Trung Quốc. Vào cuối năm, khoảng 25.000 công xã được lập lên, mỗi công xã có trung bình 5.000 hộ gia đình. Ở các công xã tự cung tự cấp này, lương và tiền được thay thế bằng công điểm (work points). Ngoài nông nghiệp, chúng kết hợp một vài dự án xây dựng và công nghiệp nhẹ.
Mao cho rằng sản xuất lúa gạo và thép như là cột trụ chính của phát triển kinh tế. Ông tiên đoán rằng trong vòng 15 năm kể từ Đại nhảy vọt, sản lượng thép của Trung Quốc sẽ vượt qua sản lượng thép của Vương quốc Anh. Trong các cuộc họp Bộ chính trị vào tháng 8 năm 1958, quyết định được đưa ra là sản xuất thép được ấn định tăng gấp đôi trong năm, đa số sản lượng gia tăng tới từ các lò nung thép sân vườn. Mao được Bí thư tỉnh An Huy cho xem một thí dụ về một lò nung thép sân vườn ở Hợp Phì vào tháng 9 năm 1958. Lò nung này được cho là đang sản xuất thép chất lượng cao (mặc dù thực tế thì thép tinh luyện này đã được sản xuất ở nơi khác). Mao khuyến khích việc thiết lập các lò nung thép sân vườn loại nhỏ tại mỗi xã và tại mỗi khu phố. Nỗ lực khổng lồ từ nông dân và các công nhân khác được đưa vào để sản xuất thép từ sắt vụn. Để cung cấp nhiên liệu đốt cho các lò nung, cây rừng bị chặt bừa bãi, gây thiệt hại lớn cho môi trường thiên nhiên của địa phương. Tình trạng phá cửa nhà và bàn ghế đồ đạc để lấy củi đốt lò nung cũng xảy ra khắp nơi. Nồi, xoong, chảo, và các thứ vật dụng kim loại khác được trưng dụng để cung cấp "sắt vụn" cho các lò nung để có thể đạt được mục tiêu sản xuất. Nhiều nam lao động nông nghiệp bị thuyên chuyển từ thu hoạch mùa màng sang giúp sản xuất thép cũng giống như các công nhân ở nhiều nhà máy, trường học và thậm chí cả bệnh viện. Đối với những ai có chút kinh nghiệm về sản xuất thép hoặc có hiểu biết cơ bản về luyện kim thì cũng có thể đoán ra được rằng sản phẩm từ các lò nung này là những đống sắt nguyên liệu phẩm chất thấp và chẳng có chút giá trị gì về kinh tế. Tuy nhiên, chính sự ngờ vực sâu đậm của Mao đối với giới trí thức, và niềm tin vào sức mạnh huy động khổng lồ của giới nông dân đã khiến ông ra lệnh thực hiện nỗ lực khổng lồ này trên toàn quốc mà không cần hỏi ý kiến của các chuyên gia. Nỗ lực lớn được thực hiện trong suốt Đại nhảy vọt trên phạm vi rộng như các dự án xây cất cơ bản thường được hoạch định cẩu thả, ví dụ như các công trình thủy lợi, thường được xây mà chẳng hỏi ý từ các kỹ sư được đào tạo. Hơn nữa, kinh nghiệm của các tầng lớp trí thức theo sau Chiến dịch trăm hoa đua nở đã khiến những ai biết được kế hoạch như thế là một chuyện điên rồ cũng chẳng dám lên tiếng chỉ trích. Theo bác sĩ riêng của ông là Lý Chí Tuy, Mao và đoàn tùy tùng đến viếng thăm khu sản xuất thép truyền thống tại Mãn Châu tháng 1 năm 1959 và khi đó ông mới biết được là thép chất lượng cao chỉ có thể sản xuất tại các nhà máy quy mô lớn, sử dụng nhiêu liệu đáng tin cậy như than đá. Tuy nhiên, ông quyết định không ra lệnh ngưng các lò nung thép sân vườn vì không muốn dập tắt nhiệt tâm cách mạng của quần chúng. Chương trình chỉ được bãi bỏ một cách lặng lẽ nhiều tháng sau đó.
Tại các công xã, một số sáng kiến nông nghiệp gây tranh cãi được đề bạt theo mệnh lệnh của Mao. Nhiều sáng kiến trong số này dựa theo ý tưởng của nhà sinh vật học Liên Xô là Trofim Lysenko và những người theo chân ông. Các chính sách bao gồm việc trồng trọt trong đó hạt giống được gieo với mật độ dày hơn bình thường với nhận định sai lầm là các hạt giống cùng loại sẽ không cạnh tranh đất sống với nhau. Cày sâu được khuyến khích vì niềm tin sai lầm điều này sẽ cho cây trồng có thêm hệ thống rễ lớn hơn. Thậm chí tai hại hơn là có ý kiến cho rằng một phần đất trồng nên bỏ hoang.
Tác động ban đầu của Đại nhảy vọt đã được bàn luận tại Hội nghị Lư Sơn vào tháng 7/8 năm 1959. Mặc dù nhiều người trong số các lãnh đạo ôn hòa hơn có giữ các điều kiện hạn chế đối với chính sách mới, người lãnh đạo cao cấp duy nhất công khai nói thẳng là nguyên soái Bành Đức Hoài. Mao dùng hội nghị để gạt bỏ Bành ra khỏi chiếc ghế Bộ trưởng Quốc phòng của ông và lên án cả Bành (người xuất thân từ một gia đình nông dân) và các người ủng hộ ông như những người tư sản và mở chiến dịch toàn quốc chống "chủ nghĩa cơ hội hữu khuynh". Bành bị Lâm Bưu thay thế và Lâm Bưu bắt đầu một cuộc thanh trừng có hệ thống những người ủng hộ Bành ra khỏi quân đội.

## Nạn đói
Chính sách kinh tế sai lầm đã đưa đến nạn đói lớn. Mặc dù có những sáng kiến nông nghiệp tai hại nhưng thời tiết năm 1958 rất thuận lợi và mùa thu hoạch rất hứa hẹn được mùa. Không may là rất nhiều lao động đã chuyển qua sản xuất thép và các dự án xây dựng, có nghĩa là nhiều vụ mùa bị bỏ hư không thu hoạch tại một số nơi. Một lý do khác là kết quả của Chiến dịch diệt chim sẻ. Mặc dù các vụ mùa thu hoạch giảm sút, các quan chức địa phương, dưới áp lực kinh khủng của chính phủ trung ương báo cáo các vụ mùa thu hoạch kỷ lục ứng với các sáng kiến mới, đã tranh nhau báo cáo với kết quả bị thổi phồng. Các con số này được dùng để tính số lượng lúa gạo mà nhà nước lấy để cung cấp cho thành thị và xuất khẩu. Việc các con số khác biệt quá lớn giữa báo cáo và thực tế khiến cho nhiều nông dân không còn đủ lương thực nuôi sống mình và gia đình, và ở một số nơi, nạn đói bắt đầu xảy ra. Trong những năm 1958-1960, Trung Quốc vẫn tiếp tục là nước xuất khẩu lúa gạo đáng kể mặc dù việc nạn đói lan rộng chỉ được biết đến ở nông thôn vì Mao muốn giữ thể diện và thuyết phục thế giới bên ngoài về sự thành công của những kế hoạch của ông.
Các sách niên giám của Encyclopaedia Britannica cho các năm từ 1958 đến 1962 có nhắc đến thời tiết bất thường như sau: Các vụ hạn hán xảy ra sau các vụ lụt lội. Tuy nhiên, tất cả các dữ liệu thời tiết cho sách niên giám của Encyclopaedia Britannica là từ nguồn của chính phủ Trung Quốc.
Vào năm 1959 và 1960, thời tiết ít thuận lợi hơn và tình hình trở nên khá nghiêm trọng, với nhiều tỉnh của Trung Quốc gặp phải nạn đói trầm trọng. Khô hạn, lụt lội, và thời tiết xấu làm cho Trung Quốc hoàn toàn trở tay không kịp. Sông Hoàng Hà gây lụt miền Đông Trung Quốc vào tháng 7 năm 1959. Theo Trung tâm Thảm họa (Disaster Center), ước tính khoảng 2 triệu người vì đói và chết đuối do nạn lụt đó.
Vào năm 1960, ảnh hưởng của hạn hán và các điều kiện thời tiết xấu khác đã làm ảnh hưởng đến 55 phần trăm đất canh tác. Khoảng 60% đất nông nghiệp ở miền bắc không có một chút mưa nào.
Với năng suất giảm kỷ lục, thậm chí các khu vực thành thị cũng phải chịu sự cắt giảm khẩu phần lương thực rất nhiều; tuy nhiên, nạn đói hàng loạt phần lớn chỉ tập trung ở nông thôn, nơi các con số thống kê sản xuất bị thổi phồng khủng khiếp. Kết quả là chỉ có rất ít lúa gạo còn lại cho nông dân. Sự thiếu lương thực xảy ra tồi tệ khắp đất nước; tuy nhiên, các tỉnh nào mà áp dụng cải cách của Mao triệt để nhất, ví dụ như An Huy, Cam Túc, Hà Nam, thường chịu thiệt hại nhiều hơn. Tứ Xuyên, một trong những tỉnh đông dân nhất của Trung Quốc và được biết đến tại Trung Quốc như "vựa thóc của trời" vì sự màu mỡ của nó, được cho rằng là nơi có con số người chết lớn nhất vì nạn đói do sự hăng say của người lãnh đạo tỉnh thực thi những cải cách của Mao.
Các chính sách nông nghiệp của Đại nhảy vọt vẫn tiếp tục cho đến tháng 1 năm 1961, tại phiên họp toàn thể của Ủy ban Trung ương lần thứ 9, việc phục hồi sản xuất nông nghiệp bằng việc lật ngược các chính sách của Đại nhảy vọt được bắt đầu. Xuất khẩu lúa gạo ngưng lại và những lần nhập khẩu từ Canada và Úc giúp giảm tác động của việc thiếu lương thực, ít nhất là tại các thành phố duyên hải.

## Hậu quả

Bích chương tuyên truyền của Đại nhảy vọt. Lời văn nói: "Tổng lộ tuyến vạn tuế, đại dược tiến vạn tuế, nhân dân công xã vạn tuế" (Đường hướng chung muôn năm, Đại nhảy vọt muôn năm, công xã nhân dân muôn năm)

Đại nhảy vọt ngày nay được đa số nhiều người, cả trong và ngoài Trung Quốc, coi như là một đại thảm họa kinh tế, thực sự đúng là một "Đại Nhảy Lùi" (Great Leap Backward), gây ảnh hưởng xấu đến nền kinh tế Trung Quốc trong nhiều năm sau đó. Khi các con số thống kê bị thổi phồng tới tay giới chức đặc trách kế hoạch, mệnh lệnh được ban ra là phải chuyển nguồn nhân lực lao động vào công nghiệp hơn là nông nghiệp. Con số người chết được ghi nhận tại Trung Quốc trong những năm của Đại nhảy vọt là 14 triệu, nhưng các học giả sau này ước tính rằng con số nạn nhân chết đói là từ 20 đến 43 triệu. Ba năm từ năm 1959 đến năm 1962 được biết như là "Ba năm Ác nghiệt" (Three Bitter Years) và Ba năm Thiên tai. Nhiều quan chức địa phương đã bị giới lãnh đạo Đảng và Nhà nước truy tố và hành quyết công khai vì đưa ra thông tin sai lệch về số người chết vì nạn đói.
Vào đầu thập niên 1980, những người chỉ trích về Đại nhảy vọt tiếp tục đưa ra nhiều số liệu về thiệt hại nhân mạng. Judith Banister tạo ra một bài viết gây nhiều tiếng vang trong tạp chí China Quarterly (tạp chí chuyên về Trung Quốc và Đài Loan, do Đại học Cambridge phát hành), và kể từ đó con số 30 triệu người chết do chính sách Đại nhảy vọt ở Trung Quốc đã được giới chức Hoa Kỳ chấp nhận.
Trong thời kỳ Đại nhảy vọt, kinh tế của Trung Quốc ban đầu tăng. Sản xuất sắt tăng 45% năm 1958 và con số tăng chung của hai năm kế tiếp là 30%, nhưng lao xuống vực thẳm vào năm 1961, và không đạt được tiến triển nào cho đến năm 1964.
Mặc dù đối mặt với nguy cơ mất sự nghiệp chính trị, một số đảng viên cộng sản đã công khai đổ lỗi cho giới lãnh đạo Đảng và Nhà nước đã gây ra thảm họa kinh tế và cho rằng đây sẽ là bài học khiến Trung Quốc cần phải tăng cường chi cho giáo dục, tích lũy thành thạo kỹ thuật và áp dụng các phương thức tư sản trong việc phát triển kinh tế. Trong một bài diễn văn của Lưu Thiếu Kỳ trước 3.000 người trong Đại hội Đại biểu Nhân dân năm 1962, ông chỉ trích rằng "thảm họa kinh tế có 30% lỗi do tự nhiên, 70% là do con người". Đây là lý do chính cho sự đàn áp chống đối mà Mao đã tung ra trong cuộc Cách mạng Văn hóa đầu năm 1966.
Mao tự rời chức vụ Chủ tịch Cộng hòa Nhân dân Trung Hoa năm 1959 vì tiên đoán rằng ông sẽ lãnh trọn sự đổ lỗi cho sự thất bại của Đại nhảy vọt. Tuy nhiên, ông vẫn giữ chức Chủ tịch Đảng Cộng sản Trung Quốc. Lưu Thiếu Kỳ (chủ tịch mới của CHND Trung Hoa) và Đặng Tiểu Bình (Tổng bí thư Trung ương Đảng) được giao quyền thực thi các phương pháp phục hồi nền kinh tế. Hơn nữa, chính sách Đại nhảy vọt của Mao đã bị chỉ trích công khai tại một đại hội đảng ở Lư Sơn tỉnh Giang Tây. Cuộc tấn công là do Bộ trưởng Quốc phòng Bành Đức Hoài chủ động. Bành trở nên bực bội bởi tác động bất lợi tiềm tàng mà các chính sách của Mao đã gây ra cho việc hiện đại hóa các lực lượng vũ trang. Bành cho rằng "để cho chính trị lãnh đạo" thì không thay thế được chính sách và luật lệ kinh tế; nhiều lãnh đạo đảng không nêu danh cũng bị khiển trách là cố "nhảy một cú vào chủ nghĩa cộng sản". Sau cuộc thách thức tại Lư Sơn, Bành Đức Hoài, bị cho là được Nikita Khrushchev xúi giục chống Mao, bị phế truất. Bành được thay thế bởi Lâm Bưu, một người theo chủ nghĩa cơ hội cấp tiến và theo chủ nghĩa Mao.
Ngoài ra, sự mất mát này trong chế độ của Mao có nghĩa rằng Mao trở thành một "tổ tiên khuất núi" (dead ancestor) như Mao tự dán nhãn cho mình: Một người được kính trọng nhưng không bao giờ được hỏi ý kiến, nắm giữ hậu trường chính trị của Đảng. Hơn nữa, ông cũng không xuất hiện trước công chúng. Ông hối tiếc điều này và về sau tái phát động phong trào sùng bái cá nhân bằng việc lội trên sông Dương Tử.
Về chính sách ruộng đất, các thất bại trong việc cung ứng thực phẩm trong Đại nhảy vọt đã dẫn đến việc dần loại bỏ tập thể hóa trong thập niên 1960. Nó báo hiệu cho các cuộc xóa bỏ tập thể hóa xa hơn nữa dưới thời Đặng Tiểu Bình. Nhà khoa học chính trị Meredith Woo-Cumings cho rằng: "Chắc chắn là chế độ này đã không phản ứng kịp thời để cứu mạng sống của hàng triệu nông dân, nhưng khi nó phản ứng, cuối cùng cũng chuyển đổi được kế sinh nhai của hàng trăm triệu nông dân (một cách khiêm tốn vào đầu thập niên 1960, nhưng lâu bền sau các cải cách của Đặng Tiểu Bình đến sau năm 1978)".
Sau cái chết của Mao và sự khởi đầu của công cuộc Cải cách kinh tế Trung Quốc dưới thời Đặng Tiểu Bình, xu hướng trong chính phủ Trung Quốc là sự nhìn nhận Đại nhảy vọt như một đại thảm họa kinh tế và qui lỗi của nó là do sự sùng bái cá nhân dưới thời Mao Trạch Đông, và xem nó như một trong các lỗi lầm nghiêm trọng mà Mao đã gây ra sau khi thành lập Cộng hòa Nhân dân Trung Hoa.